# Tân Bao Thanh Thiên
Tân Bao Thanh Thiên (được biết đến là Bao Thanh Thiên 2010) là phiên bản mới nhất của loạt phim phim truyền hình Bao Thanh Thiên do Đài truyền hình An Huy của Trung Quốc đại lục sản xuất, tiếp theo các phiên bản năm Bao Thanh Thiên 1993 và Bao Thanh Thiên 2008, phim bắt đầu khởi chiếu chính thức năm 2010. Dàn diễn viên chính của bộ phim vẫn là bộ ba Kim Siêu Quần, Hà Gia Kính và Phạm Hồng Hiên, ngoài ra, tham gia vai diễn chính còn có nữ diễn viên Vương Sa Sa thủ vai tiểu hiệp Ải Hổ, một nhân vật chính mới trong loạt phim.
Nhà sản xuất và diễn viên chủ đạo Kim Siêu Quần lập kế hoạch 40 tập mỗi mùa phim cho đến năm 2019, năm mà ông sẽ hoàn thành vai diễn Bao Chửng với 1000 tập phim trong sự nghiệp diễn xuất của mình.

## Diễn viên

### Khai Phong Phủ
- Kim Siêu Quần trong vai Bao Chửng - Bao Thanh Thiên
- Hà Gia Kính trong vai Nam Hiệp Triển Chiêu
- Phạm Hồng Hiên trong vai Công Tôn Sách
- Vương Sa Sa trong vai tiểu hiệp nữ cải nam trang Ngải Hổ
- Vương Nghi Vĩ trong vai Vương Triều
- Trương Bằng trong vai Mã Hán
- Triệu Thạnh Khuê trong vai Trương Long
- Bạch Hiểu trong vai Triệu Hổ

### Triều đình
- Lưu Trường Đức (mùa 1), Vương Hạo (mùa 2) trong vai Tống Nhân Tông Triệu Trinh
- Ngưu Phiêu trong vai Thái sư Bàng Cát
- Long Long trong vai Bát Hiền vương Triệu Đức Phương
- Tiêu Trúc (mùa 1, 2), Trương Kỳ (mùa 3) trong vai Vương Thừa tướng (Vương Diên Linh)
- Dương Trác Na trong vai Bàng phi nương nương

## Các mùa phim và Danh sách vụ án
| Mùa | Mùa | Số tập phim | Tên                 | Khởi quay               | Năm phát sóng |
| --- | --- | ----------- | ------------------- | ----------------------- | ------------- |
|     | 1   | 40          | Thất Hiệp Ngũ Nghĩa | 16/10/2009 - 29/12/2009 | 2010          |
|     | 2   | 40          | Bích Huyết Đan Tâm  | 11/10/2010 - 5/2011     | 2011          |
|     | 3   | 40          | Khai Phong Kỳ Án    |                         | 2012          |

### Thất Hiệp Ngũ Nghĩa (2010)
Bao Thanh Thiên - Thất Hiệp Ngũ Nghĩa (包青天之七侠五义) là mùa phim đầu tiên phát sóng năm 2010, gồm 40 tập. Cốt truyện được dựa trên tiểu thuyết Thất hiệp ngũ nghĩa của Trung Quốc. Phần phim này có nhiều đổi mới về mặt nội dung để lôi cuốn khán giả. Phim giải thích xuất thân của Bao Chửng do ngôi sao Văn Khúc đầu thai chuyển thể, rồi sau đó gặp nạn chốn dương gian, được một con hồ ly cứu mạng - một yếu tố thần thoại pha chút liêu trai nhằm gia tăng sức hấp dẫn. Bộ phim còn cho khán giả thấy quá trình Bao Chửng từ một quan tri huyện thất phẩm tại huyện Định Viễn cho đến khi làm phủ doãn Khai Phong tam phẩm. Khả năng thu phục nhân tâm của ông cũng được miêu tả khá rõ nét khi mang các nhân tài chốn giang hồ như Trương Long, Triệu Hổ, Vương Triều, Mã Hán và Nam hiệp Triển Chiêu về làm việc cho triều đình. Với cách xây dựng này, Bao Thanh Thiên - Thất Hiệp Ngũ Nghĩa có thể được ví như một Bao Thanh Thiên tiền truyện, giúp khán giả biết sự khởi nguồn của các nhân vật mà bấy lâu nay đã rất quen thuộc nhưng chưa được hiểu một cách thấu đáo. Ngoài những tình tiết vụ án mới mẻ, cách xử lý thấu tình đạt lý thì điểm nhấn thú vị nhất của Tân Bao Thanh Thiên là lần đầu tiên Bao Chửng được yêu (Trát Bao Miễn), một yếu tố rất nhân bản mà các nhà làm phim muốn gửi gắm đến người xem.
| STT | Vụ án                        | Diễn viên tham gia |
| --- | ---------------------------- | --- |
| 1   | Vụ án Ô Bồn Ký               | - Lý Quang Phục trong vai Trương Biệt Cổ |
| 2   | Vụ án Bàng Dục               | - Quách Dịch Minh trong vai Bàng Dục - Từ Minh trong vai Tưởng Hoàn - Trương Vĩ trong vai Lâm Phong - Trương Kiện trong vai Hạng Phúc - Đổng Vi Dân trong vai Điền Trung |
| 3   | Vụ án Ngũ Thử                | - Trần Hạo Dân trong vai Bạch Ngọc Đường - Trương Bội Bội trong vai Hồng Ngọc Kiều - Tạ Nguyên Trinh trong vai Tỏa Nhi - Vương Văn Ngạn trong vai Lư Phương - Miêu Thanh trong vai Hàn Chương - Lý Vĩnh Lâm trong vai Từ Khánh - Trương Bằng trong vai Tưởng Bình - Từ Tổ Minh trong vai Điêu Duy                               |
| 4   | Vụ án Ngải Hổ                | - Chu Tử Hàm trong vai Ngải Ngọc Dung - Tống Ái Võ trong vai Phong bà bà - Vương Chính Quyền trong vai Phạm Đồng - Lý Binh trong vai Thiết Tuấn - Trì Đào trong vai Lôi Dương - Nghiêm Học Kim trong vai Diệp Phương - Vương Kiến Tuấn trong vai Hình Lượng - Đàm Kiến Xương trong vai Sở Hoa                                   |
| 5   | Vụ án Bắc Hiệp Âu Dương Xuân | - Giang Hồng Ân trong vai Bắc hiệp Âu Dương Xuân - Thôi Ba trong vai Nguyên Trinh công chúa Tây Hạ - Lưu Lôi trong vai công chúa Tây Hạ Lý Đức Lâm - Tôn Cường trong vai Tịnh Biên Hầu Quách Lượng - Trương Kiện trong vai Lý Trung (Dư Toàn Hải) - Trương Diễm vai Đồ Cường - Mễ Khải Lý trong vai Tây Hạ nữ tướng quân Lôi Sa |
| 6   | Vụ án Kinh Đông Vương        | - Vương Hội Xuân trong vai Kinh Đông vương gia Triệu Di - Nhậm Tiểu Hàn trong vai Tiểu Thúy - Vương Vĩ trong vai Chu Dã - Lưu Thao trong vai Dương Mục - Đặng Minh trong vai Ngô Minh |
| 7   | Vụ án Ngọc Hồ Điệp           | - Kim Minh trong vai nữ hiệp Đinh Nguyệt Hoa - Mao Lâm Lâm trong vai Ngô Đồng cô nương - Hà Trung Hoa trong vai Nam Cung Ngọc Diệu - Cao Lượng trong vai Nam Cung Ngọc Huy - Cao Chiến trong vai Định Quốc Công - Nam Cung Quyền                                                                                                |
| 8   | Vụ án Trát Bao Miễn          | - Lưu Bội Kỳ trong vai Bao Miễn - Từ Niếp Nam trong vai Vân nhi cô nương - Lưu Phương Dục trong vai Chu Anh - Quách Tử trong vai Đường Phi - Vương Ngọc Mai trong vai Bao lão phu nhân |

### Bích Huyết Đan Tâm (2011)
Bao Thanh Thiên - Bích Huyết Đan Tâm (包青天之碧血丹心) là mùa phim thứ hai của Tân Bao Thanh Thiên, phát sóng năm 2011, tiếp theo Thất Hiệp Ngũ Nghĩa. Những vụ án của Bích Huyết Đan Tâm trọng tâm vào chốn quan trường, triều đình và hậu cung, theo sau đó là một âm mưu động trời thao túng tất cả kế hoạch để chiếm đoạt hoàng vị của người trong hoàng gia. Với kinh phí đầu tư lên đến 30 triệu nhân dân tệ, Bao Thanh Thiên - Bích Huyết Đan Tâm có cảnh quay, trang phục được chăm chút rất kỹ lưỡng và hoành tráng. Nhà sản xuất còn quyết định tạo một cú đột phá khi sử dụng kỹ xảo 3D để những màn võ thuật trở nên thật và sống động hơn, giúp tái hiện bức tranh hùng vĩ của đất nước Đại Tống từ hàng ngàn năm trước.
| STT | Vụ án                     | Diễn viên tham gia |
| --- | ------------------------- | --- |
| 1   | Vụ án lũ lụt Thái Hà      | - Hướng Du trong vai Đỗ Bình - Vương Khắc trong vai Đỗ Bân - Trương Diễm vai La Quỳnh - Vương Tiểu Bân vai Du Mãnh - Đặng Minh vai Hồng Xương |
| 2   | Vụ án Võ Trạng nguyên     | - Bạch Ân trong vai Lăng Vân - Chương Thân trong vai Địch Thanh - Sái Điệp trong vai Địch Đình - Lý Quang Phục trong vai Diệp Sâm - Trương Giai Nghi trong vai Địch phi nương nương - Đổng Vi Dân trong vai Viên Trung - Na Gia Uy trong vai Quý Lỗi - Lý Bằng trong vai Miêu Quân |
| 3   | Vụ án Hòa quý phi         | - Từ Niếp Nam trong vai Tĩnh Hương công chúa - Hòa quý phi - Dương Trác Na trong vai Bàng phi nương nương - Điền Lộ Hàm trong vai Hỷ Thước - Phạm Chỉ Lăng trong vai Diệp Tử |
| 4   | Vụ án Danh sách binh tịch | - Hà Trung Hoa trong vai Triệu Tường - Tất Nguyên Kim trong vai Lưu Hựu - Thôi Ba trong vai Ngô Tuệ Nương - Tạ Nguyên Trinh trong vai Ngân Hạnh |

- Lưu ý: Tuy vụ án Hòa quý phi phát sóng và kết thúc trước nhưng vụ án Võ Trạng nguyên đã bắt đầu khởi nguồn từ âm mưu vu oan thông địch phản quốc của người Khiết Đan trước nữa mà sau đó mới tiếp tục, nên xếp vụ án Võ trạng nguyên trước vụ án Hòa quý phi.

### Khai Phong Kỳ Án (2012)
Bao Thanh Thiên - Khai Phong Kỳ Án (包青天之  開封奇案) là mùa phim thứ ba của Tân Bao Thanh Thiên, phát sóng năm 2012, tiếp theo mùa phim thứ hai. Những vụ án của mùa 3 là một chuỗi vụ kỳ án hấp dẫn với quy mô trải rộng từ những cuộc tranh đoạt quyền lực nơi triều đình cho đến chốn giang hồ đầy ân oán tình thù. Điều đặc biệt là khi xây dựng kịch bản cho Khai Phong kỳ án, những vụ án nổi tiếng không được tái hiện mà sẽ tập trung phát triển những vụ án hoàn toàn mới với độ phức tạp cao tạo nên những phút giây hồi hộp, đầy kịch tính trong suốt 40 tập phim.
| STT | Tên vụ án (Tập)                         | Diễn viên tham gia |
| --- | --------------------------------------- | --- |
| 1   | Vụ án Hồng Châu di hận (Tập 1-6)        | - Lưu Vĩ trong vai Trịnh Ninh - Thôi Ba trong vai Tề Anh - Vương Thiên Hữu trong vai La Bắc - Cao Lượng trong vai Câu Vinh - Xà Nam Nam trong vai Trịnh Thái phi - Từ Các trong vai Bằng Kỳ |
| 2   | Vụ án Kim ngọc minh (Tập 6-14)          | - Từ Hi Nhan trong vai Mộ Dung Tử Vân - Nhạc Như Lợi trong vai Mộ Dung Tùng Lâm - Bạch Ân trong vai Thượng Quan Vô Cửu - Hoàng Cảng trong vai Thượng Quan Kính - Lý Ân Sai trong vai Thi Thi - Phan Vũ trong vai Trương Hồng - Từ Ca trong vai Phùng Kỳ |
| 3   | Vụ án Thất anh ký (Tập 14-18)           | - Lâm Tân Phong trong vai Lôi Minh - Công Phương Mẫn trong vai Hồng Thông - Trương Mông Mông trong vai Đinh Hương - Mai Tiểu Chính trong vai Tôn Nguyên |
| 4   | Vụ án Hiệu Hương lầu (Tập 19-24)        | - Hoàng Quyên trong vai Tống Xảo Nhi - Mao Nghệ Văn trong vai Lâm Xuyên - Diệp Tân Vũ trong vai Tống Binh - Điền Tây Bình trong vai Lâm Hoan |
| 5   | Vụ án Tam đóa kim hoa (Tập 25-34)       | - Tạ Nguyên Chân trong vai Vương Bảo Lâm (Đặng Linh) - Chu Mẫn Minh trong vai Đặng Thu - Lý Hân Nhiễm trong vai Triệu Sương (Đặng Đình) - Trương Kiện trong vai Lang Vân - Lâu Á Cương trong vai Lã Tất Bằng - Hà Trung Hoa trong vai Đặng Ninh - Vương Khắc trong vai Khang Vương (Triệu Đức Cang) |
| 6   | Vụ án Huyết nghiên Đoan Khê (Tập 35-40) | - Lý Quang Phục trong vai Thạch Kiện - Trương Hàm trong vai Hoa Đại Nương - Vương Nhân Quân trong vai Thạch Ngọc - Vương Văn Ngạn trong vai Chu Đống - Trương Lập Dũng trong vai Dư Bình - Lý Vĩnh Lâm trong vai Thiết Ngưu - Đổng Kỳ trong vai Tú Nhi - Trương Yến trong vai Vương Quyền - Vương Văn Hổ trong vai Tiểu Tứ - Lưu Vĩ Đông trong vai Ba Lâm - Trương Lị Lị trong vai Thúy Phượng - Trần Mộc Dịch trong vai Hoa Sinh - Lý Hân Lộ trong vai Tiểu Bảo - Mẫn Quốc Huy trong vai Dương Lập |